# 大屋旅館

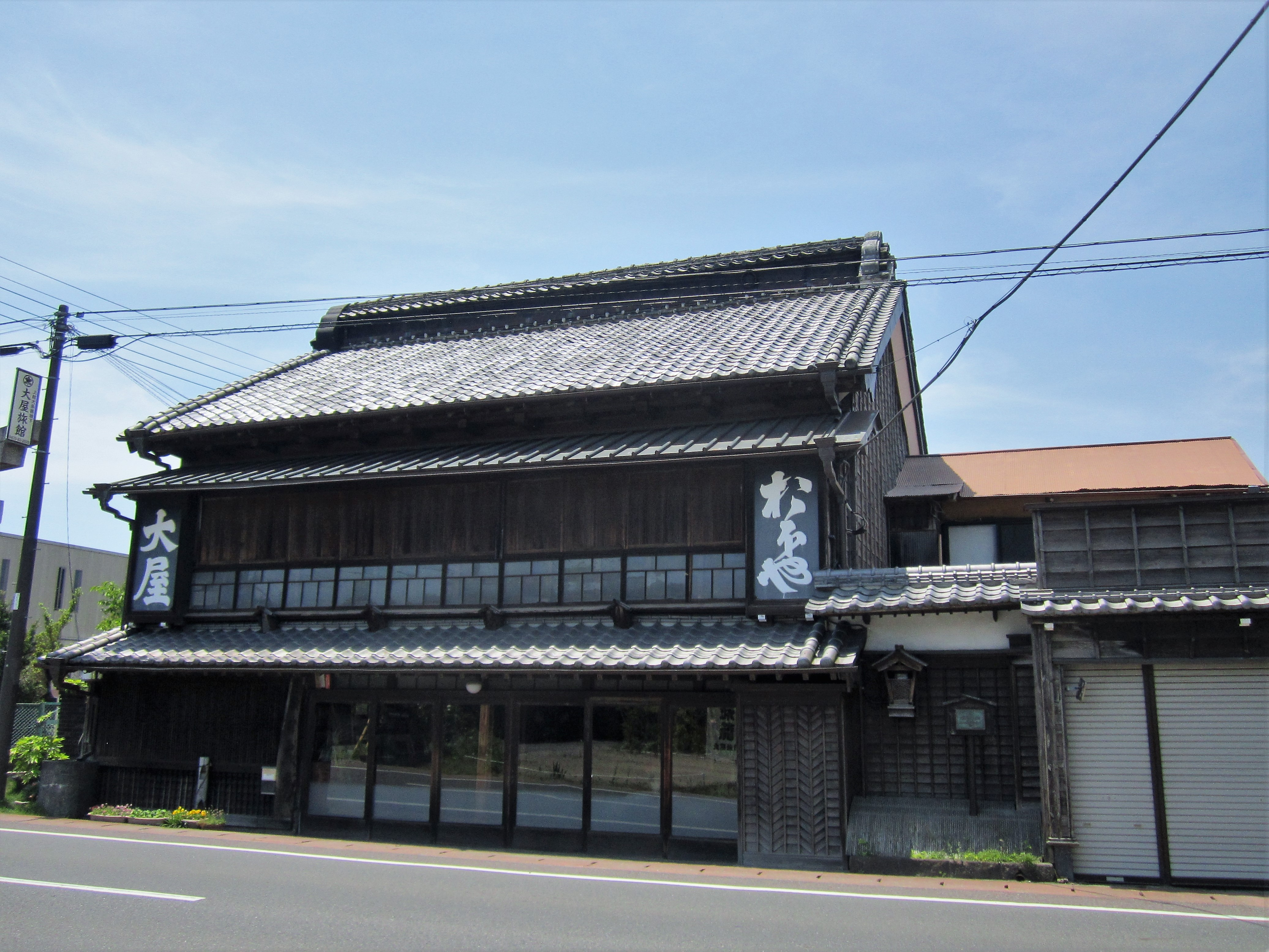
大屋旅館外観

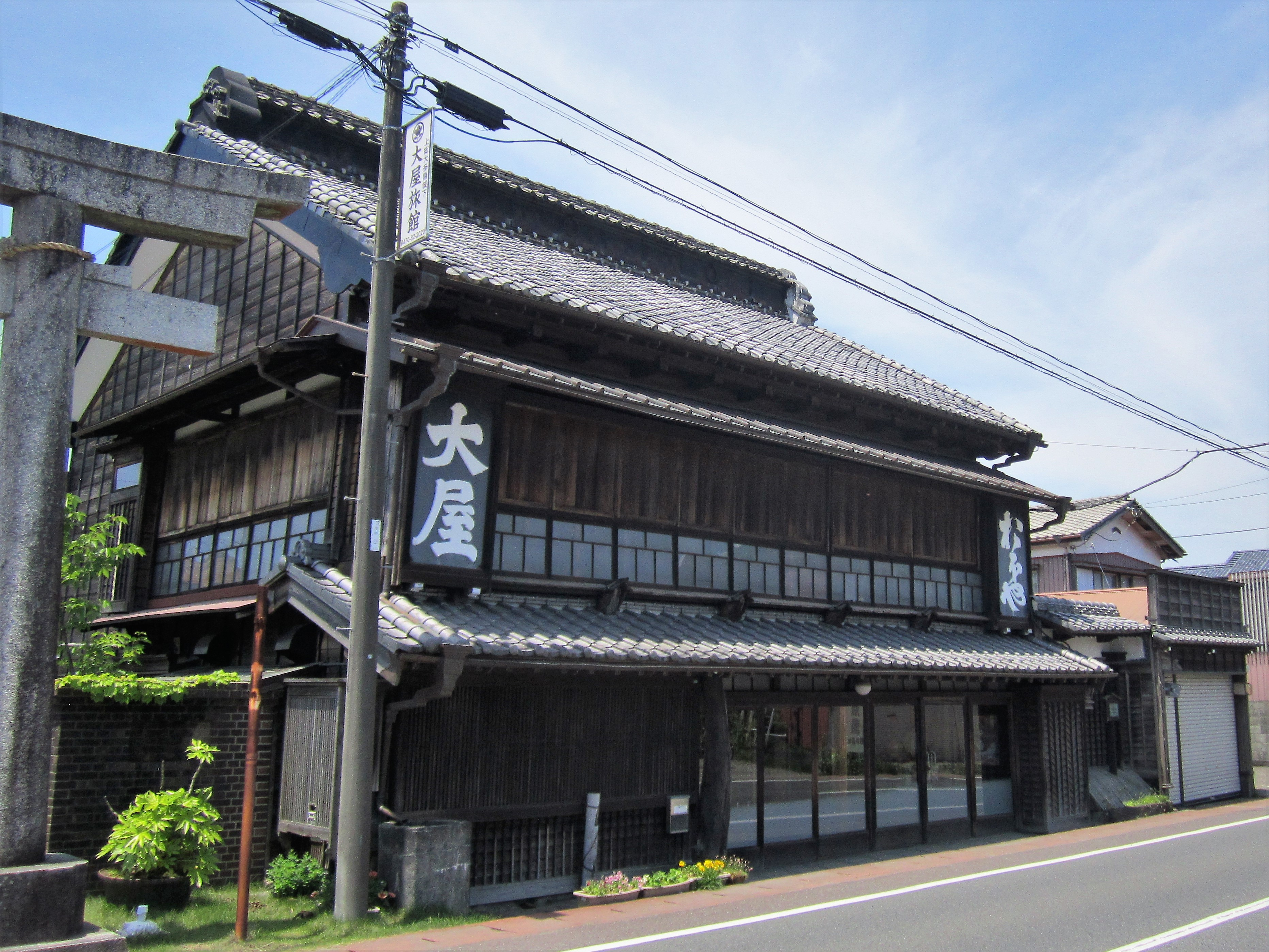
大屋旅館外観

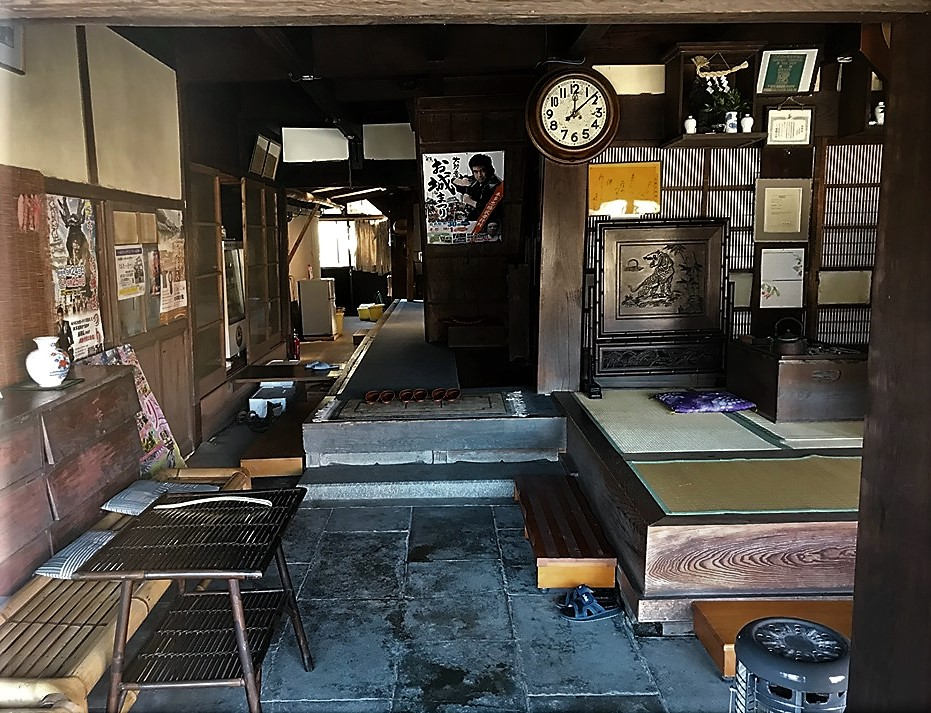
大屋旅館帳場

大屋旅館（おおやりょかん）は、千葉県夷隅郡大多喜町新丁64にある旅館。江戸時代より続く老舗旅館で、正岡子規やつげ義春ゆかりの宿として知られる。国登録有形文化財に登録されている。

## 概要
大屋旅館の建つ新丁地区は大多喜城下、夷隅神社を核として形成されるが、その参道脇に位置する江戸時代より続く門前宿である。大正期から昭和初期にかけては、旅館業の他に、フォードの車を使用したバス（乗合自動車）事業も営んでいた。1891年（明治24年）に正岡子規が学生時代の頃、房総の旅に出た際に宿泊したとされる。また、つげ義春の『リアリズムの宿』に“理想の宿”として、帳場の佇まいが描かれた。往時の面影を残す宿として、テレビドラマや写真集のロケ地としてしばしば利用されている。
現在の建物は1885年（明治18年）頃の建築で、木造2階建の南北棟。瓦葺切妻屋根の平入で、正面2階の左右の戸袋には大きく屋号の「大屋」の文字が漆喰で描かれている。1999年（平成11年）7月8日に国登録有形文化財（建造物）に登録された。